# Camponotus gestroi
Camponotus gestroi é uma espécie de inseto do gênero Camponotus, pertencente à família Formicidae.